# クリス ヴェクター
クリス ヴェクター（クリス ベクター、KRISS Vector）は、アメリカ合衆国のクリス USA社(前:TDI社)が開発したサブマシンガンである。クリス スーパーV (Kriss Super V) という反動吸収システムが採用されている。

## 概要
アメリカ軍が9x19mmパラベラム弾の威力に不安を感じ、かつてトンプソン・サブマシンガンやイングラムM10で使用され、高威力の.45ACP弾を使うサブマシンガン開発計画が軍内部で持ち上がった。しかし、.45ACP弾を使う場合は発射時の反動が大きいという問題があった。そこで、クリス USA社(前:TDI社)とピカティニー造兵廠が共同開発を行い、そこで誕生したのがクリス スーパーVという反動吸収システムであり、これを組み込んで誕生したのがクリス ヴェクターである。

このメカニズムはトリガーとマガジンの間に内蔵されているV字型の機構にある。通常、発砲時の最大圧力を経て発生する反動は後方へ強く掛かり、ボルトの後退にはある程度のスペースを要するが、本銃は後退を開始する際にボルト後部にある制御カムと連動するスライダーが下降を開始することによって反動の伝達を下へ逃がすと同時に後退空間を省スペース化する構造となっている。これによってグリップ位置をボルトのすぐ後ろ且つ、銃身の軸線（ボアライン）よりも高い位置に配置可能となったことで反動を上から抑え込む腕の力がより強く伝わる射撃姿勢になり、これらが総合的に機能することで大きな反動抑制力を得ている。
また、アンビタイプのセレクターレバーやピカティニー・レール、フォアグリップを標準で備え、アイアンサイトは光学照準器を取り付ける際の邪魔にならないよう考慮されている。マガジンは専用の17発・30発が存在するが、グロック21のマガジンも使える。
使用弾薬に関しては当初の開発目的である.45ACP弾のみであったが、Gen2型からは9mmパラベラム弾や10x25mmオート弾、.40S&W弾、.357SIG弾、9x21mm弾がバリエーションに加わり、後に22口径モデルも登場した。

## バリエーション

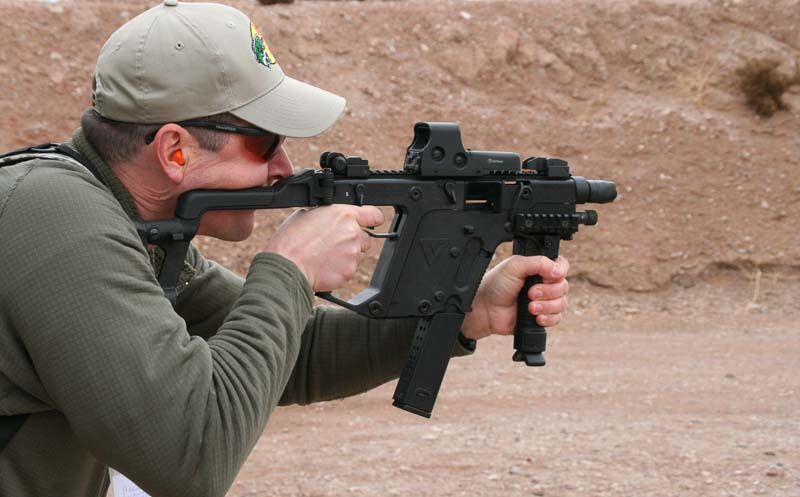
ショットショーで使用されるクリス・ヴェクター

ヴェクター SMG
法執行機関向けの通常モデル。
ヴェクター SDP
ストックを取り外したモデル。
ヴェクター SBR/SO
民間向けモデル。SOはセミオンリー (Semi Only) の略。
ヴェクター CRB/SO
民間向け16インチカービンモデル。こちらもセミオンリーである。

### ヴェクターSMG以外のモデル
クリス ケルド
クリス スーパーVを搭載した拳銃。
クリス K10
2011年のショットショーで発表された、ヴェクターより一回り小さい短機関銃。クリス スーパーVを搭載している。

## 登場作品

### 映画・ドラマ
『アベンジャーズ』
『グリーン・ホーネット』
『デッドプール2』
ケーブルが銃砲店から強奪し、自作した銃の一部にする。
『デッドマン・ダウン』
主人公のヴィクターが終盤の敵アジトへの突入時に主力火器として使用する。光学機器などのオプションは装着していない。
『トータル・リコール』
UFB（ブリテン連邦）とコロニー双方の治安維持機関である連邦警察の装備品で、人間の警官とロボット警官のシンセティックが使用。ホロサイトとタクティカルライトを装着。また、主人公、ダグラス・クエイドは警官から強奪した物を、ローリーは警官から借用した物を使用。
『バイオハザードV リトリビューション』
主人公、アリス・アバーナシーが中央制御室でSDPのフルオートモデルを2丁調達。劇中では二丁撃ちを行う他、モスクワエリアで遭遇した一般市民のレイン・オカンポに片方を渡すが、彼女の死後は再び自らが使用。
『メン・イン・ブラック3』
ルナマックス銀河系刑務所の武器庫に本銃が保管されている。
『ロボコップ』
ヴァロンの手下の1人が使用。
『バットマン vs スーパーマン ジャスティスの誕生』
バットスーツの隠し部屋に飾られている。
『CSI:ニューヨーク』4　#21
銀行強盗犯の一人が支店長を殺害するのに使用。

### 漫画・アニメ
『Angel Beats!』
物語終盤で仲村ゆりが使用。
エイムポイント社製の物と思われるダットサイトが装着されたプロトタイプ。
『クロスアンジュ 天使と竜の輪舞』
アルゼナル侵攻時のミスルギ皇国軍突入部隊が使用。
『ゲート 自衛隊 彼の地にて、斯く戦えり』
漫画版3巻で中国の特殊部隊がホロサイトとフォアグリップ、サプレッサー付を使用。その後自衛隊に鹵獲され、自衛隊側でも使用される。
『トリアージX』
サイレンが使用。
『ルパン三世VS名探偵コナン THE MOVIE』
峰不二子がUZIと共に佐藤刑事の車に発砲する。

### 小説
『日中開戦1 ダブル・ハイジャック』
ハイジャック犯がK10を所持する。
『野良犬ガンスリンガー 転生したから今度こそ平和に暮らしたいのに、死を望む神が俺を逃がしてくれない』
『学園キノ』
3巻終盤でイーニッド・スミスが使用。

### ゲーム
『Alliance of Valiant Arms』
『Escape from tarkov』
『Far Cry 3』
『FRONT MISSION EVOLVED』
シングルキャンペーンの白兵戦において、主人公のディラン・ラムゼイを含む登場人物が敵味方を問わず使用。また、デモシーン内ではディランが発見した鍵のかかったドアをアデラ・シーウェルが本銃で撃って鍵を壊してから「空いてるけど？」とジョークを言う。この他、本作架空のオリジナル銃として見た目のみが似ているショットガンも登場し、倒した敵兵から奪って使用することも可能。
『HOME FRONT』
『OPERATION7』
『Paperman』
2013年6月5日実装。装弾数が28発になっている。
『PLAYERUNKNOWN'S BATTLEGROUNDS』
大容量マガジンやサプレッサーなど、4箇所にアタッチメントを装着可能。アップデートにより装弾数は19発（大容量マガジンで33発）、使用弾薬は9mm弾に変更された。
『アークナイツ』
星6の狙撃オペレーター「エクシア」の武器として登場。
『ウォッチドッグス』
「Vector .45ACP」という名称で登場。サプレッサー付のモデルも登場する。
『カウンターストライクオンライン』
二丁撃ちのバージョンも存在する。
『クロスファイア』
装弾数が35発になっている。
『荒野行動』
「MK5」の名で物資として落ちている。装弾数が20発と少し少ないがアタッチメントで増やせる。
『コール オブ デューティシリーズ』
『CoD:MW2』
キャンペーン、マルチプレイともに本銃を使用可能。
キャンペーンではロシア軍やアメリカ軍の特殊部隊、民間軍事会社の「シャドー・カンパニー」の装備として登場。
『CoD:BO2』
「ヴェクター K10」の名称でSMGモデルが登場。
『CoD:G』
「Vector CRB」の名称で登場。実銃同様に高威力で低反動。
『CoD:AW』
「SAC3」の名称で近代化改修を施されたTDIが登場する。
『CoD:IW』
当武器がモデルとなっている「Karma-45」という2つのマガジンを装着した架空SMGが登場。なぜか「黒死病」という刻印がついているが日本製の武器という設定かは定かではない。
『CoD:MW』
「Fennec」の名称で.45ACPモデルが登場。
『CoD:MWII』
「Fennec 45」の名称で登場。
『ゴールデンアイ 007』
Wii版に「Strata SV-400」の名称で登場。
『スペシャルフォース2』
2012年9月12日実装。装弾数は20発。
『ソードアート・オンライン フェイタル・バレット』
「SMGテクニカルV」の名称で登場。全体的なフォルムは同じだが、代名詞のスーパーVをはじめ細部の多くが異なる架空銃である。サトライザーが使用する。
『ディビジョン』
「タクティカルヴェクター 45ACP」「ヴェクター 45ACP」として登場。
『ディビジョン2』
前作に引き続き登場。
『バトルフィールド ハードライン』
警察側の装備としてK10が登場。
『バトルフィールド2042』
「K30」の名称で登場。
『レインボーシックス シージ』
「VECTOR .45ACP」の名称で登場。
『surviv.io』
.45ACP弾と9mm弾の二種類が存在する。前者は25発装填、後者は33発装填。
『ドールズフロントライン』
星5SMG戦術人形「Vector」として登場。また、ディビジョンとのコラボレーションイベント、「闇懸金」では別ユニット枠でEXTRASMG人形「エージェントVector」として登場。また公式コミカライズ作である「人形之歌」の12話にて指揮官(ゲーム内におけるプレイヤー)のジャンシアーヌが強化外骨格とHMDと共に副官の戦術人形である「Gr G36」から渡された物を使用。
『Fortnite』
「バーストサブマシンガン」、「速射式サブマシンガン」、「サンダーバーストサブマシンガン」の名称で登場。
『WarRock』
「Vector」の名称で登場。課金アイテムで一般アイテムのP90の装弾数が無い代わりに反動を抑えた様な仕様になっていた。MP5kよりも高火力だが連射速度がそれより遅い為出会い頭の戦闘では押し負ける場合があった。
『Warface』
通常型に「Kriss Super V」、上位互換に「Kriss Super V Custom」、カスタムの上位互換に「Kriss Super V Custom Gold」が登場している。

## 映像資料
YouTubeより。クリス・ヴェクターの最大の特徴である反動制御システムが効果的に作用している事が理解できる映像資料へのリンクである。
- 銃に不慣れな一般人女性でも、単発発射で効果的な射撃が可能である。